# Pazaryeri
Pazaryeri (in byzantinischer Zeit Armenokastron, später Ermeni Derbendi) ist eine Stadt und ein Landkreis der türkischen Provinz Bilecik. Die Stadt liegt etwa 20 Kilometer südlich der Provinzhauptstadt Bilecik.
Der Landkreis liegt im Westen der Provinz. Er grenzt im Norden an den zentralen Landkreis, im Süden an Bozüyük und im Westen an die Provinz Bursa. Im Westen entspringt der Fluss Sorgun Çayı, der bei Bilecik in den Karasu Çayı mündet. Beim Dorf Günyurdu, sechs Kilometer nordwestlich der Kreisstadt, wird er zum Günyurdu Barajı aufgestaut. Nochmals vier Kilometer nordwestlich, beim Dorf Büyükelmalı liegt ein weiterer Stausee, der Büyükelmalı Göleti. Im Südwesten des Landkreises liegt außerdem der See Bozcaarmut Göleti beim gleichnamigen Dorf (2020: 203 Einw.).
Im Jahr 1231 fand in Pazaryeri, damals Ermeniderbendi, eine Schlacht zwischen den Truppen des Seldschukensultans Ala ad-Din Kai Kobad I. und denen des byzantinischen Reiches statt, die die Seldschuken mit Unterstützung von Ertuğrul Gazi für sich entscheiden konnten. Die im Stadtsiegel abgebildete Jahreszahl 1918 dürfte auf das Jahr der Erhebung zur Gemeinde (Belediye/Belde) hinweisen.
Neben der Kreisstadt gibt es im Landkreis noch 24 Dörfer (Köy) mit durchschnittlich 158 Einwohnern, von denen zehn mehr Einwohner als der Durchschnitt haben, Karaköy (545 Einw.) ist das größte.